# Antispila postscripta
Antispila postscripta is een vlinder uit de familie van de Heliozelidae. De wetenschappelijke naam van de soort is voor het eerst geldig gepubliceerd in 1921 door Meyrick.